# Юдович, Яков Эльевич
Я́ков Эльевич Юдо́вич (род. 6 марта 1937, Москва) — советский и российский геолог, доктор геолого-минералогических наук, лауреат премии имени А. П. Виноградова (2011).

## Биография
Родился в учительской семье. Отец — лингвист и философ Эли Гершевич Шноль (1894—1938, репрессирован в 1933 году), мать — психолог, научный сотрудник Медико-генетического института имени А. М. Горького, впоследствии учительница русского языка и литературы Фаня Яковлевна Юдович (соавтор книги «Речь и развитие психических процессов у ребёнка», с А. Р. Лурией, 1956).
Окончил геологический факультет МГУ[когда?].
Главный научный сотрудник лаборатории литологии и геохимии осадочных формаций Института геологии Коми НЦ УрО РАН (Сыктывкар)[когда?].
Профессор Сыктывкарского университета (1996—2003).

## Семья
- Братья — математик Эммануил Эльевич Шноль и биофизик Симон Эльевич Шноль.
- Жена — геолог Марина Петровна Кетрис[2]

## Награды и премии
- Орден Дружбы (2018)[3]
- Государственная премия Республики Коми (1999) — за цикл работ по геохимии металлоносных чёрных сланцев
- Бронзовая медаль Российского минералогического общества (2010) — монография по минеральным индикаторам литогенеза (Сыктывкар: 2008)
- лауреат конкурса Российского минералогического общества (2010) в номинации «Персональный вклад в создание или развитие научного направления»[4]
- Премия имени А.П. Виноградова (2011) — за цикл работ по геохимии и геохимической экологии ископаемых углей
- Премия имени академика Л.Д. Шевякова (УрО РАН, 19 февраля 2015) — за монографию «Геохимия марганца»

## Членство в организациях
- Действительный член РАЕН ([когда?])
- Член Уральской Академии геологических наук (УАГН) ([когда?])
- Член Нью-Йоркской академии наук ([когда?]).